# گلوماچ
گلوماچ (به صربی: Glumač) یک روستا در صربستان است که در Požega واقع شده‌است. گلوماچ ۱۲٫۳۴ کیلومتر مربع مساحت و ۶۸۴ نفر جمعیت دارد و ۳۹۵ متر بالاتر از سطح دریا واقع شده‌است.